# 鄧萊里-拉斯當郡
鄧萊里-拉斯當郡 （County of Dun Laoghaire-Rathdown，愛爾蘭語：Dún Laoghaire–Ráth an Dúin），是愛爾蘭的一郡，歷史上屬倫斯特省都柏林郡，1994年成立。位於愛爾蘭島東部愛爾蘭海岸。面積127.31 km² （全國最小），2006年人口193,668人。首府鄧萊里。

## 外部連結
- Dún Laoghaire-Rathdown County Council （页面存档备份，存于）
- Dún Laoghaire-Rathdown County Enterprise Board （页面存档备份，存于）
- Dún Laoghaire-Rathdown Tourism

53°18′00″N 6°08′24″W / 53.30000°N 6.14000°W